# Jean-Marie Alméras
Pour les articles homonymes, voir Alméras.
Jean-Marie Alméras, né le 13 septembre 1943 à Montpellier, est un pilote automobile français de courses de côtes. 

## Biographie
En 1972, il remporte la compétition de montagne organisée au col Bayard, sur Porsche 908.
En 1975, il fonde avec son frère cadet Jacques (né le 30 janvier 1949, également à Montpellier) une entreprise familiale spécialisée dans le tuning et la reconversion de voitures Porsche à Saint-Jean-de-Védas (commune proche de Montpellier), la société Alméras Frères SA, grâce au soutien pérenne de Jürgen Barth. Il travaille plus particulièrement à la conception des adaptations.
Il dispute à compter de 2011 le championnat d'Europe de la montagne VHC, sur Porsche 935 3.5 L.
En 2018, en tant que président de l'Association sportive automobile du Pic Saint-Loup (Hérault) organisatrice de l’événement, il participe au procès relatif à l'accident de la course de côtes de Grabels du 10 septembre 2006 qui a fait deux morts parmi les spectateurs. Le 28 novembre 2018, l'association est condamnée à 20 000 € d'amende pour les deux homicides involontaires et à 1000 € d'amende pour les blessures involontaires.

## Palmarès

### Titres
- Quadruple champion d'Europe de la montagne: 1978, 1979, 1980 et 2016 (catégorie Racing Car, sur Porsche 935 L du Groupe 5[3]) ;
- Champion de France de la montagne: 1978 (toutes catégories, sur Porsche 935 L Silhouette 3.3L);
- Champion de France de la montagne VHC production  en 2014, 2020 et 2022
- Vice-champion de France de la montagne VHC production 2023
- Champion de France de la montagne du Groupe 3 en 1974[4], et du Groupe 4 en 1975[5] (sur Porsche Carrera 3 L.)
- Vainqueur du Challenge VHC Série B Groupe 5 en  2018, 2020, 2022 et 2023 [6]

### Victoire notable en championnat d'Europe de la montagne
- 1978 : Serra da Estrela (devant son propre frère sur Porsche 934 Turbo)[7];

### Participations aux 24 Heures du Mans
| Année | Équipe                      | Voiture                 | Équipier        | Équipier          | Classement |
| ----- | --------------------------- | ----------------------- | --------------- | ----------------- | ---------- |
| 1980  | Équipe Alméras Frères       | Porsche 934             | Jacques Alméras | Marianne Hoepfner | Abandon    |
| 1981  | Eminence Racing Team        | Porsche 924 Carrera GTR | Jacques Alméras |                   | Abandon    |
| 1983  | Équipe Alméras Frères       | Porsche 930             | Jacques Alméras | Jacques Guillot   | 15e        |
| 1984  | Équipe Alméras Frères       | Porsche 930             | Jacques Alméras | Tom Winters       | 18e        |
| 1989  | Équipe Alméras Frères       | Porsche 962C            | Jacques Alméras | Alain Ianetta     | Abandon    |
| 1991  | Équipe Alméras Frères       | Porsche 962C            | Jacques Alméras | Pierre de Thoisy  | Abandon    |
| 1992  | Équipe Alméras Chotard      | Porsche 962C            | Jacques Alméras | Max Cohen-Olivar  | Abandon    |
| 1994  | Porsche Flymo Mobil Alméras | Porsche 911 Carrera RSR | Jacques Alméras | Jacques Laffite   | Abandon    |